# Stazione di Massa Marittima
La stazione di Massa Marittima era una stazione ferroviaria posta sulla linea Massa Marittima-Follonica. Situata in località Ghirlanda, poco a nord di Massa Marittima, costituiva il capolinea settentrionale della ferrovia.

## Storia
La stazione divenne operativa l'11 dicembre 1902, con l'inaugurazione della linea ferroviaria che collegava la città di Massa Marittima con il porto di Follonica, utilizzata principalmente per il trasporto merci dai comprensori minerari della val d'Aspra, ma aperta anche al traffico passeggeri locale.
Il servizio passeggeri venne sospeso nel 1933, ma fu momentaneamente ripristinato per gli spostamenti di fortuna durante la seconda guerra mondiale. La stazione chiuse nel 1944, quando l'intera linea venne danneggiata dai bombardamenti anglo-americani, e fu dichiarata ufficialmente soppressa nel 1948.